# CDF-Test
Der CDF-Test ist ein Prüfverfahren zur Ermittlung und Beurteilung der Dauerhaftigkeit von Beton gegenüber Frost-Tau-Wechsel-Angriffen beim Einsatz von Taumitteln. Die Bezeichnung „CDF“ ist eine Abkürzung des englischen Langtitels Capillary suction of de-icing solution and freeze thaw test, zu deutsch Kapillares Saugen von Taumittellösungen und Frost-Tau-Wechsel-Versuch.
Entwickelt wurde der Versuch von der Internationalen Vereinigung der Prüf- und Forschungslabors für Baustoffe und -konstruktionen (RILEM).

## Hintergrund und Normung
Der CDF-Test wurde 1996 veröffentlicht, als die zur Zeit gültige europäische Normengeneration zum Beton in Bearbeitung und noch nicht eingeführt war. Der CDF-Test ist heute Teil der DIN CEN/TS 12390-9:2006-08, "Prüfung von Festbeton – Teil 9: Frost- und Frost-Tausalz-Widerstand – Abwitterung".
Zweck des CDF-Tests ist es, sowohl Herstellern, als auch Verwendern von Betonen, die durch Frost-Tau-Wechsel und Taumittel belastet werden, ein praxisnahes und aussagekräftiges Prüfwerkzeug zu schaffen, welches Aussagen zur tatsächlichen Dauerhaftigkeit des Betons machen kann.
Das Prüfverfahren geht in seinem Wesen über die qualitative Beschreibung von Beton nach der europäischen Norm EN 206-1 durch Expositionsklassen hinaus und beurteilt die tatsächliche, messbare Dauerhaftigkeit von Beton im Einzelfall.
Betonangriff durch Frost mit Taumittel wird nach EN 206-1 in den Expositionsklassen XF2 bis XF4 berücksichtigt. Die Betone dieser Klassen weisen durch betontechnologische Grenzwerte, wie einem Mindestbindemittelgehalt, einem maximal zulässigen Wasserzementwert, einer Mindestdruckfestigkeit und einem Mindest- sowie Maximalwert des Luftporengehaltes, frostbeständige Eigenschaften auf. Die Norm berücksichtigt allerdings keine quantitativ messbare Dauerhaftigkeit im Bezug auf Frost-Tau-Wechsel unter Taumitteleinfluss. Faktoren, wie die Frostbeständigkeit der Gesteinskörnung, Verwendung und Wirkung eines Luftporenbildners, Art und Weise der Frostbeanspruchung bleiben unberücksichtigt, was unter Umständen trotz Einhaltung der Grenzwerte zu Schäden am Beton und am Bauwerk selbst führen kann.

## Versuchsaufbau und -durchführung
Der CDF-Test ist ein zerstörendes Prüfverfahren, bei dem unter definierten Bedingungen an einem Probekörper Verwitterungen durch Frost-Tau-Wechsel hervorgerufen werden. Die Stärke der Verwitterung wird mit dem Verfahren quantifiziert und dient dem Vergleich verschiedener Betone.

### Probekörper
Als Probekörper werden mit der zu prüfenden Betonrezeptur Würfel mit einer Kantenlänge von 15 cm hergestellt. Als Prüffläche dient eine der Würfelseiten, die die gleiche Oberflächenstruktur wie das zukünftige Bauwerk aufweisen sollte, um eine für dieses Bauwerk realistisches Ergebnis zu erzielen. Die Nachbehandlung des Betons erfolgt 7 Tage lang, zunächst in der Schalung, nach Erreichen einer ausreichenden Festigkeit im Wasserbad. Anschließend folgt eine Trockenlagerung bis zu einem Betonalter von 28 Tagen. Wenige Tage vor dem Ende der Trockenlagerung werden, abgesehen von der Prüffläche, und der ihr gegenüberliegenden Seite, die Seiten des Probewürfels Wasser- und Luftdicht versiegelt, z. B. mit Epoxidharz, um später das kapillare Saugen der Taumittellösung auf die Prüffläche zu beschränken.

### Taumittelaufnahme und Frost-Tau-Wechsel
Nach der Trockenlagerung wird die Prüffläche des Probekörpers unter Raumtemperatur 7 Tage lang 5 mm tief in eine Taumittellösung getaucht. Diese Prüfflüssigkeit ist eine drei-prozentige Natriumchloridlösung. Anschließend folgt eine Reinigung der Prüffläche in einem Ultraschallbad, um lose Bestandteile von der Oberfläche zu entfernen und diese nicht fälschlicherweise dem folgenden Frostangriff zuzuschreiben.
Ein Frost-Tau-Wechsel des CDF-Tests dauert 12 Stunden und umfasst die Abkühlung von Raumtemperatur +20 °C auf −20 °C in genau 4 Stunden, einem konstanten Halten von −20 °C für drei Stunden und einem Erwärmen der Probe zurück auf +20 °C in weiteren 4 Stunden. Die Temperatur von +20 °C wird für eine Stunde gehalten. Die Temperaturabweichung, gemessen am Boden eines Prüfbehälters, darf während der Phase bei −20 °C nur ±0,5 K betragen. Für alle anderen Zeiten des Prüfzyklus ist eine Abweichung von ±1 K erlaubt. Für die vollständige Durchführung des Tests werden 28 solcher Zyklen gefahren.

### Ergebnis und Auswertung
Zur Ermittlung der Frost-Tau-Wechsel-Beständigkeit wird die Trockenmasse der abgewitterten Betonstücke herangezogen. Ein Grenzwert bzw. ein Abnahmekriterium beim CDF-Verfahren für die maximal zulässige Abwitterung existiert weder in einer deutschen noch in einer europäischen Norm. Jedoch ist eine Bewertung von Betonen für Wasserbauwerke bzw. für die Expositionsklasse XF4 mit dem CDF-Verfahren und dreiprozentiger Natriumchloridlösung anhand des Abnahmekriteriums für die Abwitterung von 1500 g/m² nach 28 Frost-Tau-Wechseln an Probekörpern möglich, die im Labor hergestellt wurden und deren Prüfflächen gegen Teflon geschalt wurden.

## Anwendung des Prüfverfahrens
Anwendung findet der CDF-Test in mehreren europäischen Ländern, wo der Versuch durch Bauämter vorgeschrieben wird. In Deutschland gibt es entsprechende Anweisungen u. a. vom Landesamt für Bau und Verkehr des Freistaats Thüringen und von der Bundesanstalt für Wasserbau.
Der CDF-Test ist hingegen kein offizielles Prüfverfahren in Österreich und Italien. Dort gelten andere Normen und auch andere, national unterschiedliche Abwitterungsgrenzwerte.

## Weitere Verfahren
Weiter Frostprüfverfahren für Beton sind das Plattenprüfverfahren und das Würfelprüfverfahren, die, wie der CDF-Test in der DIN CEN/TS 12390-9:2006-08 beschrieben sind. Indirekte Prüfverfahren zur Ermittlung der Dauerhaftigkeit von Betonen gegenüber Frost- und Taumittelbeanspruchung ist das Auszählen der Luftporen und die Ermittlung des Abstandsfaktors mittels Dünnschliffpräparaten unter einem Lichtmikroskop.
Soll die Beständigkeit von Beton unter Frost-Tau-Wechsel-Bedingungen ohne Taumittel überprüft werden, kommt der CIF-Test zum Einsatz. Bei diesem Versuch wird die Taumittellösung durch Wasser ersetzt.